# Hans Keck
Hans Keck (* 1875 in Österreich-Ungarn; † 1941) war ein österreichisch-deutscher Bildhauer.

## Leben
Keck war zwischen 1900 und 1925 als Künstler in Berlin tätig. Hier fertigte er vorwiegend chryselephantine Statuetten aus Bronze und Elfenbein, die als typisch für den Übergang vom Jugendstil zum Stil des Art déco gelten. Zur handwerklichen Umsetzung seiner Arbeiten arbeitete Keck zusammen mit den Bildgießern der Wiener Kunstwerkstätten Gebrüder Brandel. Berlin.

## Werke (Auswahl)
- Athene, 1930
- Flamenco-Tänzerin
- Kugelspielerin
- Knaben in mittelalterlichem Gewand
- Tänzerin auf Elefantensockel
- Javanesische Tänzerin, 1925
- Stehende Griechin mit Krug, 1910
- Stehendes Mädchen mit Hut
- Viktorianische Dame, 1930
- Pierrot und Pierrette
- Kolumbine, 1920
- Junger Page
- Der Spiegel
- Straußenritt
- Die kleine Holländerin
- Hirtenpaar
- Napoleon Bonaparte
- Amazone, 1910